# Tijdlijn van Afghanistan
Dit artikel bevat een tijdlijn van het land Afghanistan.

## 20e eeuw
- 1901: Habiboellah Khan wordt emir van Afghanistan. Hij voerde een gematigde, pro-Britse politiek.
- 1919-1929: Habiboellah Khan wordt vermoord door een rivaliserend familielid. Uiteindelijk weet prins Amanoellah Khan zich tot emir uit te roepen. Amanoellah Khan roept ook de onafhankelijkheid uit, wat leidde tot de Derde Anglo-Afghaanse Oorlog, die plaatsvond in de zomer van 1919. Uiteindelijk erkent Groot-Brittannië de Afghaanse onafhankelijkheid. Amanoellah voert een pro-Sovjetkoers, maar gaat zich later meer op Turkije (Atatürk) en Perzië (Reza Shah) oriënteren.
- 1926: Emir Amanoellah Khan wordt koning Shah Amanoellah Khan.
- 1928-1929: Begin van een Islamitische opstand tegen het regime van Amanoellah. De opstandelingen keren zich tegen het moderniseringsbeleid van de koning, nadat de Britten een bewerkte foto van de vrouw van Amanoellah Khan hadden verspreid over de moskeeën in Afghanistan, waarin ze haar hoofd op het hoofd van een half bloot model hadden geplakt. In januari 1929 treedt Amanoellah af om de opstand te doen stoppen en zijn oudere broer Inayatoellah Shah werd de koning. Hij moest echter al spoedig Kaboel verlaten als islamitische strijders de hoofdstad Kaboel innemen. Rebellenleider Habiboellah Kalakani (bijgenaamd Bach-e-Saqaw (wat "De Zoon van de Waterdrager" betekent)) komt aan de macht.
- 1929: Aan het einde van het jaar wordt Kalakani verslagen door de troepen van prins Nadir Khan. Nadir Khan wordt geïnstalleerd als koning Nadir Shah. Nadir Shah is overigens een familielid van Amanoellah Shah.
- 1933: Koning Nadir Shah wordt ervan beschuldigd Kalakani te hebben vermoord, uit wraak wordt Nader Shah door de stiefzoon van Habiboellah Kalakani vermoord. Hij wordt opgevolgd door koning Zahir Shah (geb. 1914), zijn zoon. De werkelijke macht ligt in handen van de ooms van Zahir Shah, die minister-president worden.
- 1939-1945: Afghanistan blijft buiten de Tweede Wereldoorlog.
- 1953-1963: Prins Muhammad Daoed Khan, de neef en zwager van koning Zahir Shah, wordt premier. Hij voert een neutrale koers ten opzichte van de machtsblokken. Hij ontvangt zowel steun van de VS als van de Sovjet-Unie.
- 1963: Daoed Khan wordt na een conflict met de koning afgezet. Er komt voor het eerst een premier aan de macht die geen lid is van de koninklijke familie.
- 1965: Afghanistan krijgt een grondwet. Het land wordt een constitutionele monarchie. Op 1 januari 1965 wordt de (marxistische) Democratische Volkspartij van Afghanistan opgericht. Nur Muhammad Taraki wordt tot secretaris-generaal gekozen.
- 1967: De Democratische Volkspartij van Afghanistan (DVPA) wordt opgesplitst in twee facties: Khalq (volk) factie van Taraki en Hafizullah Amin en Parcham (vlag) factie van Babrak Karmal en Mir Akbar Khyber.

### Republiek (1973-1978)
- 1973: Prins Muhammad Daoed Khan pleegt in samenwerking met linkse officieren (van wie er enkelen met de DVPA Khalq-factie sympathiseren) een succesvolle staatsgreep. Daoed roept de republiek uit en wordt de eerste president. Hij neemt enkele linkse ministers op in zijn kabinet.
- 1975: Na het onderdrukken van de fundamentalistische oppositie, begint Daoed links te bestrijden. Hij ontslaat de linkse ministers uit zijn kabinet. De president richt de Nationale Revolutionaire Partij op.
- 1977: De Loya Jirga (Nationale Stamvergadering) keurt een grondwet goed. De sharia (islamitische wet) wordt tot hoogste wet verklaard. De Nationaal Revolutionaire Partij wordt de enige toegestane partij. Onder druk van buitenlandse communistische partijen verenigen de Khalq en Parcham zich weer. De factieconflicten binnen de DVPA blijven.

### Communistische periode (1978-1992)
- 1978: Op 27 april 1978 plegen linkse officieren een geslaagde coup. Op 30 april dragen ze de macht over aan de Democratische Volkspartij van Afghanistan (DVPA). Nur Mohammad Taraki wordt president en premier, Hafizullah Amin vicepremier. De nieuwe regering voert grootscheepse hervormingen uit (landhervorming, vrouwenemancipatie, modernisering van de islam enz.). In juni worden de leden van de Parcham buitenspel gezet door de regering. Vooraanstaande Parcham-politici worden als ambassadeurs naar het buitenland gezonden. In augustus worden de meeste in Afghanistan verblijvende Parcham-politici vastgezet; Parcham-ambassadeurs duiken onder in Oostbloklanden. In december 1979 sluit Taraki een vriendschaps- en samenwerkingsverdrag af met de Sovjet-Unie, waaraan Amin zich ergerde, wat voor spanning zorgde tussen Amin en Taraki.
- 1979: De onenigheid tussen Hafizullah Amin en Nur Mohammad Taraki neemt steeds meer toe, waarbij de KGB een belangrijke rol speelde. Amin wil een neutraal beleid voeren en Taraki wil meer met de Sovjet-Unie samenwerken. Na een bezoek van Taraki aan de Sovjet-Unie, nodigt hij Amin uit om naar zijn verblijfplaats te komen, waar Amin onder vuur wordt genomen door de mannen van Nur Mohammad Taraki en KGB-agenten: 3 mannen van Amin worden gedood en 1 raakt gewond. Er zaten gaten in Amins jas door de kogels, maar Amin zelf was niet geraakt en wist te ontsnappen, waarna hij in september Taraki afzet en de president en partijleider wordt. Hij voert een neutrale buitenlandse politiek. In december 1979 valt de Sovjet-Unie (in samenwerking met Babrak Karmal en zijn Parcham-fractie) Afghanistan binnen. Op 27 december 1979 wordt Amin door de KGB om het leven gebracht bij luchtaanvallen op zijn verblijfplaats, de "Dar-ul Amaan". De Sovjet-Unie installeert de pro-Russische Babrak Karmal (Parcham) als president en secretaris-generaal van de DVPA.

#### 1979-1989:Sovjet-Russische bezetting
- 1981: Sultan Ali Keshtmand (Parcham) wordt premier. De Sovjet-Russen ergeren zich aan het imago van Karmal en de beeldvorming van de Sovjet-Unie.
- 1986: Karmal wordt door de Sovjet-Unie tot aftreden gedwongen, eerst als secretaris-generaal van de DVPA, later ook als president. Dr. Muhammad Nadjiboellah (Parcham) wordt secretaris-generaal van de DVPA; Chamkani (partijloos) president. Nadjiboellah voert besprekingen met Sovjetleider Gorbatsjov via Karmal. Hij roept een eenzijdig bestand af. De Moedjahedien negeren het bestand; ze weigeren met Nadjiboellah te praten.
- 1987: Nadjiboellah wordt tevens president. Afghanistan krijgt een nieuwe grondwet waarin het islamitisch karakter van het regime wordt benadrukt. Ook krijgt het land een nieuwe vlag. De naam van het land Democratische republiek Afghanistan, wordt gewijzigd in Republiek Afghanistan.
- 1988: Akkoorden van Genève over de terugtrekking van de Russische troepen en over de terugkeer van de vluchtelingen uit Pakistan.
- 1989: Complot van Khalq-leden tegen de regering van Nadjiboellah ontdekt: tientallen arrestaties. In Pakistan richten de Moedjahedien een voorlopige regering op. President wordt Sibghatullah Mojadidi, een gematigde moslim en leider van het in 1979 opgerichte Afghan National Liberation Front (ANLF). De laatste Russische militairen verlaten Afghanistan.

#### 1990: Na Sovjet- Russische bezetting
- 1990: Opnieuw een complot ontdekt. Deze keer pleegde generaal Shah nawaz Tanai (Khalq) in samenwerking met de Hezb-i Islami van Gulbuddin Hekmatyar een mislukte coup. Na de mislukte coup lopen de Khalq-leden onder leiding van generaal Tanai massaal over naar de Moedjahedien (van Hekmatyar). In juni wordt de DVPA omgevormd in de Hezb-i Watan (Vaderlandspartij). Andere partijen worden toegestaan. Er komt tevens een nieuwe grondwet. Kaboel wordt omsingeld door de Moedjahedien.

### Islamitische Staat Afghanistan (1992-2001)
- 1991-1992: Verdere terreinwinst voor de Moedjahedien. Op 15 april 1992 plegen aanhangers van de oud-president in samenwerking met de Hezb-i Islami een coup. Er wordt onderhandeld over een overgangsregering. De Hezb-i Watan wordt echter aan de kant geschoven. Op 28 april wordt Mojadidi president van een overgangsregering. In juni wordt Burhanuddin Rabbani, een voormalig hoogleraar theologie en islamitisch recht aan de Universiteit van Kaboel en Moedjahedin-leider, president van de Islamitische Staat Afghanistan. Gulbuddin Hekmatyar wordt premier en Ahmad Shah Massoud wordt minister van Defensie. Na een ruzie treedt Hekmatyar af. Hij begint een gewapend verzet tegen de regering-Rabbani. Later sluit ook de Oezbeekse generaal Dostum (voormalige communist) zich bij het verzet aan.
- 1994: Oprichting van de Taliban.
- 1995: De Taliban veroveren Kandahār en vestigen daar een Opperste Shura (Islamitische Raad).
- 1996: In april wordt Mullah Mohammed Omar, de Talibanleider, uitgeroepen tot Amir-ul Momineen (Commandant der Gelovigen). In september wordt Kaboel veroverd door de Taliban en de regering-Rabbani ontvlucht Kaboel. In het noorden van Afghanistan - dat niet in handen van de Taliban was - werd o.l.v. Rabbani en Massoud het Verenigd Islamitisch Front gevormd. Het Verenigd Islamitisch Front strijdt tegen de Taliban.
- 1996-2001: Het Talibanregime verandert de naam van Afghanistan in het "Islamitische Emiraat Afghanistan" en voert grootscheepse hervormingen uit, onder andere landhervorming, veiligheid, volkshereniging. 95% van Afghaanse grond was burgeroorlog-vrij. De Taliban vormden een religieuze groepering die een strikt naleven van de regels van de islam en de sharia voorstaan. Ook is de stroming sociaal egalitair en sterk anti-sjiitisch. Tot de ingevoerde regels behoorde dat vrouwen niet meer alleen over straat mochten en zich in een allesbedekkende boerka of chador moesten kleden, dat meisjesscholen werden gesloten, muziek werd verboden, bioscopen en televisiestudio's gesloten.
- 1998: In augustus, na de aanslagen op de Amerikaanse ambassades in Oost-Afrika, werd Afghaanse grond beschoten door de Amerikanen, waarbij 15 burgerdoden vielen. De Afghaanse regering wist niet wie het gedaan had. Nadat de Amerikanen hadden verklaard, dat ze op zoek waren naar Osama bin Laden en zijn Al-Qaida, kwam de Taliban tweemaal met voorstellen en tweemaal werden deze geweigerd door de Amerikanen.[1]

## 21e eeuw
- 2001: In het voorjaar overlijdt de tweede man van de Taliban, Mullah Muhammad Rabbani. Op 9 september komt Ahmad Shah Massoud, de bevelhebber van de troepen van de Noordelijke Alliantie (opvolger van het Verenigd Islamitisch Front), bij een zelfmoordaanslag om het leven. Na de aanslagen van 11 september in Washington, New York en Pennsylvania (VS), verdenken de VS Al-Qaeda en Osama bin Laden ervan achter de aanslagen te zitten. Zij krijgen op dat moment onderdak van de Taliban aangeboden. Daarna stelden de VS eisen aan de Afghaanse regering om niet aangevallen te worden. De eisen van Amerika waren als volgt:

1. Osama bin Laden moet aan Amerika worden uitgeleverd.
2. Alle buitenlandse gevangen moeten vrijgelaten worden in Afghanistan.
3. Vanaf vandaag voert Amerika de buitenlandse politiek van Afghanistan.

De Afghaanse regering gaat niet akkoord. Hierop vallen de VS en het VK in oktober Afghanistan aan, het begin van de Afghaanse Oorlog. Samen met de coalitietroepen van de Noordelijke Alliantie worden Kaboel (november) en Kandahār (december) veroverd. Omar en Bin Laden zijn echter onvindbaar. Vanuit de ondoordringbare gebieden blijven de Taliban en Al Qaida verzet plegen.
- 2001-2004: Na de verovering van Kaboel komt aanvankelijk de regering-Rabbani weer aan de macht. In november - december 2001 vindt de Internationale Afghanistan-conferentie te Bonn plaats. De Taliban behoorde niet bij de partijen die een nieuwe toekomst trachtten uit te stippelen voor het land dat een islamitische republiek moest worden met een grondwet en een gekozen staatshoofd en parlement. In december 2001 treedt de regering-Rabbani terug ten gunste van de regering-Karzai (Hamid Karzai). Karzai wordt interim-president. In 2002 wordt hij tot president gekozen. In januari 2004 krijgt Afghanistan een nieuwe grondwet en wordt het land de Islamitische Republiek Afghanistan. Karzai wint in oktober 2004 de verkiezingen.
- 2009: Op 20 augustus 2009 vonden in Afghanistan presidentsverkiezingen plaats.
- 2014: Ashraf Ghani wordt gekozen tot president van Afghanistan.
- 2019: Ashraf Ghani wordt herkozen als president van Afghanistan.
- 2021: In april kondigde de Amerikaanse president Joe Biden na een akkoord met de Taliban aan dat de Amerikaanse troepen zouden worden teruggetrokken uit Afghanistan. Dit besluit was genomen zonder overleg met de Afghaanse regering. Ook NAVO-secretaris-generaal Jens Stoltenberg gaf aan dat NAVO-troepen vanaf 1 mei zouden starten met een terugtrekking uit het land.[2] Kort nadat de terugtrekking was begonnen, lanceerden de Taliban een offensief tegen de Afghaanse regering, waarbij ze snel oprukten.[3][4][5] Op 15 augustus 2021 vielen de Taliban opnieuw de Afghaanse hoofdstad Kabul binnen, waarbij toenmalig president Ashraf Ghani het land ontvluchtte.[6] Vicepresident Amrullah Saleh riep zich op 17 augustus 2021 uit tot interim-president.[7]